# Маний Аквилий (консул 101 пр.н.е.)
Вижте пояснителната страница за други личности с името Маний Аквилий.
Маний Аквилий (на латински: Manius Aquillius; † 88 пр.н.е.) e политик на Римската република през края на 2 век пр.н.е.
Произлиза от фамилията Аквилии и вероятно е син на Маний Аквилий (консул 129 пр.н.е.).
През 101 пр.н.е. е избран за консул заедно с Гай Марий, който е за пети път консул. Аквилий отива да потуши второто робско въстание в Сицилия. Побеждава вожда на робите Салвий, обявил се за цар. След това войските му побеждават и убиват и избраният за нов цар на робите Атенион. През 99 пр.н.е. празнува в Рим овация.
Аквилий е в делегацията до Мала Азия.  През 88 пр.н.е. се скрива в Пергамон, заловен е и убит от Митридат VI.

## Биография
- Life of Marius by Plutarch
- William Smith, Dictionary of Greek and Roman Biography and Mythology, "Aquillius (2)" Архив на оригинала от 2005-12-17 в Wayback Machine., Boston, (1867)